# Сосна белокорая
Сосна́ белоко́рая, или белоство́льная (лат. Pínus albicáulis) — дерево рода Сосна семейства Сосновые. В естественных условиях растёт в западных районах Северной Америки.

## Описание
Дерево до 21 м высотой.
Ствол прямой, извилистый либо изогнутый, обхватом до 1,5 м. Крона коническая, с возрастом становится закруглённой или неравномерно разветвлённой. Ветви раскидистые либо приподнятые вверх, часто растут от основания ствола. Ветки крепкие, бледно-красно-коричневые, со светло-коричневым, часто железистым пушком, окружённым приподнятыми рубцами; с возрастом серые либо бледно-серо-коричневые.
Кора бледно-серая, на расстоянии кажущаяся беловатой либо светло-серой и гладкой; с возрастом разделяется на отдельные пластины.
Почки яйцевидные, светло-красно-коричневые, 0,8—1 см длиной, края щетинок целостные.
Хвоинки собраны по пять в пучок, в основном направлены вверх, искривлённые, сохраняются 5—8 лет, длиной 3—7 см, толщиной 1—1,5—2 мм, в основном соединены вместе, насыщенно жёлто-зелёные, на нижней поверхности более отбелены устьичными линиями; края закруглённые, мелкозубчатые, окончания конусообразные, острые; обвёртка 0,8—1,2 см, рано опадает. При растирании хвоя имеет сладковатый вкус и запах.
Мужские шишки цилиндрически-эллипсоидные, 10—15 мм, ярко-красные. Женские шишки остаются на дереве (если не съедены животными), сами не раскрываются; симметричные, сплющенно-, широкояйцевидные либо почти шарообразные, 4—8 см, окраска варьирует от бледно-серой до чёрно-фиолетовой; бесчерешковые либо сидят на очень коротком черешке; чешуйки на тонкой основе и легко ломаются. Апофиз утолщённый, чётко перекрёстно-килевидный, на концах выгнутый, коричневый. Выступ терминальный, короткий, вогнутый, широко-треугольный, кончик острый.
Семена яйцевидные, 7—11 мм, каштанового цвета, без крыла, съедобные, распространяются животными.

### Отличия от схожих видов
При отсутствии шишек сосна белокорая внешне напоминает сосну горную веймутову (Pinus monticola). Отличить их можно по хвое: у сосны горной веймутовой хвоинки гладкие, если по ним провести рукой, а у сосны белокорой шершавые, зубчатые. Хвоинки белокорой сосны также в целом короче — 3—7 см против 5—10 см у сосны горной веймутовой.
Сложнее отличить сосну белокорую от сосны гибкой (Pinus flexilis). У сосны белокорой длина шишки составляет 4—8 см; в незрелом виде шишка тёмно-фиолетовая и не раскрывается при высыхании, тогда как у сосны гибкой шишки 6—12 см длиной, в незрелом виде зелёные и раскрываются для выброса семени; чешуйки у них неломкие.
От сосны скрученной широкохвойной, сосны жёлтой и сосны Жеффрея сосну белокорую можно отличить по количеству хвоинок в пучке — у сосны белокорой их пять, тогда как у остальных перечисленных видов их меньше (две или три).

## Распространение
Сосна белокорая растёт в горах на западе Северной Америки, особенно в субальпийском поясе Сьерра-Невады, Каскадных гор и Скалистых гор. В этих горах сосна белокорая образует границу древесной растительности, являясь самой высоко растущей сосной региона.

## Биологическое значение
Сосна белокорая является источником питания некоторых видов животных, в большой степени североамериканской ореховки (Nucifraga columbiana), которая также является и основным распространителем семян сосны. Американская ореховка прячет огромное количество (порядка 100 000 в год) семян сосны, в основном на голой земле, таким образом способствуя её распространению. В результате таких действий, очень часто из одного тайника вырастает сразу несколько деревьев. Кроме ореховки, семенами сосны питаются также красные белки (род Tamiasciurus), медведи гризли и барибалы. В ветвях сосны часто устраивают свои гнёзда белки, золотой шилоклювый дятел (Colaptes auratus) и голубая сиалия (Sialia currucoides).

## Галерея

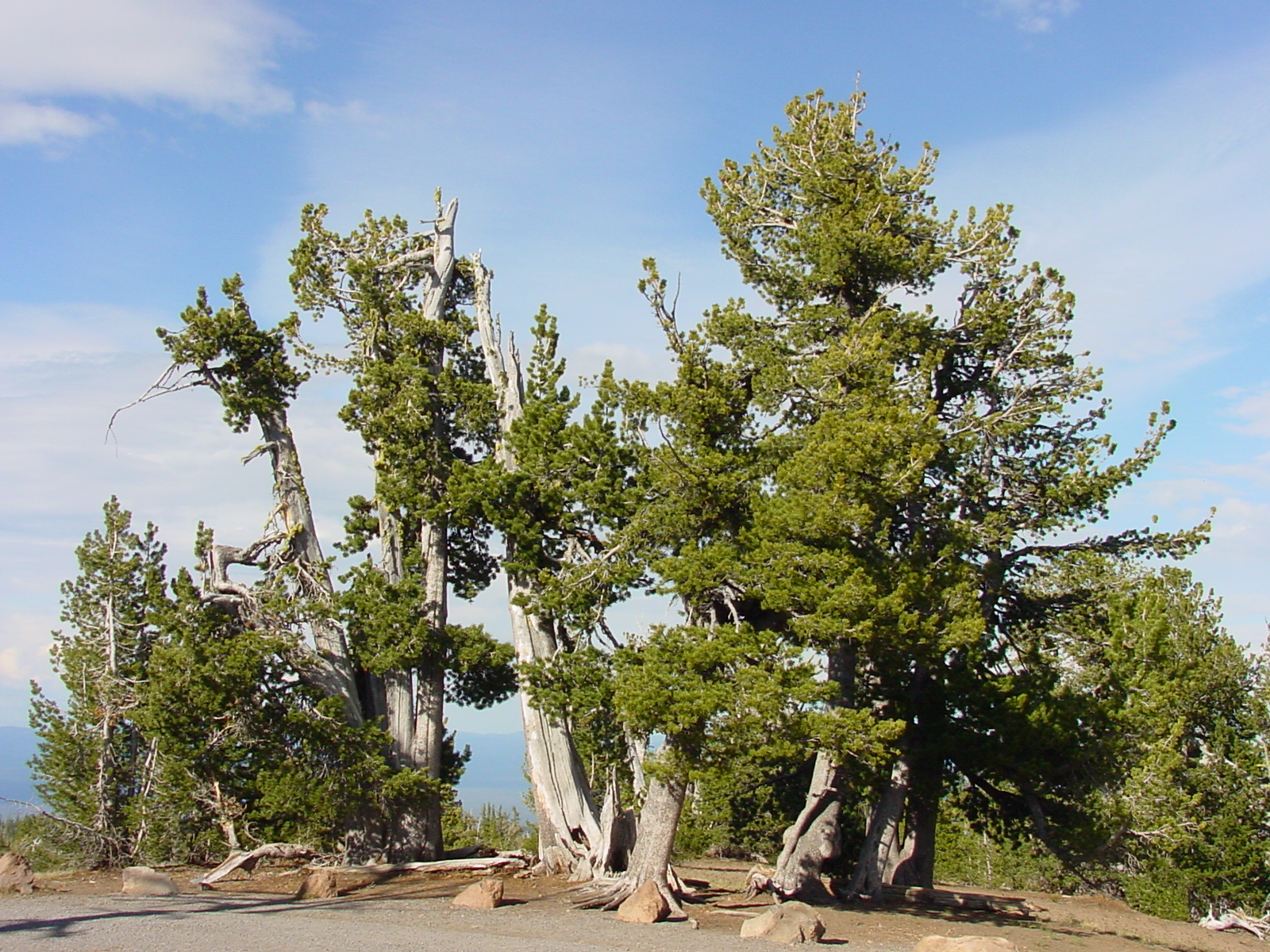
Группа деревьев сосны белокорой
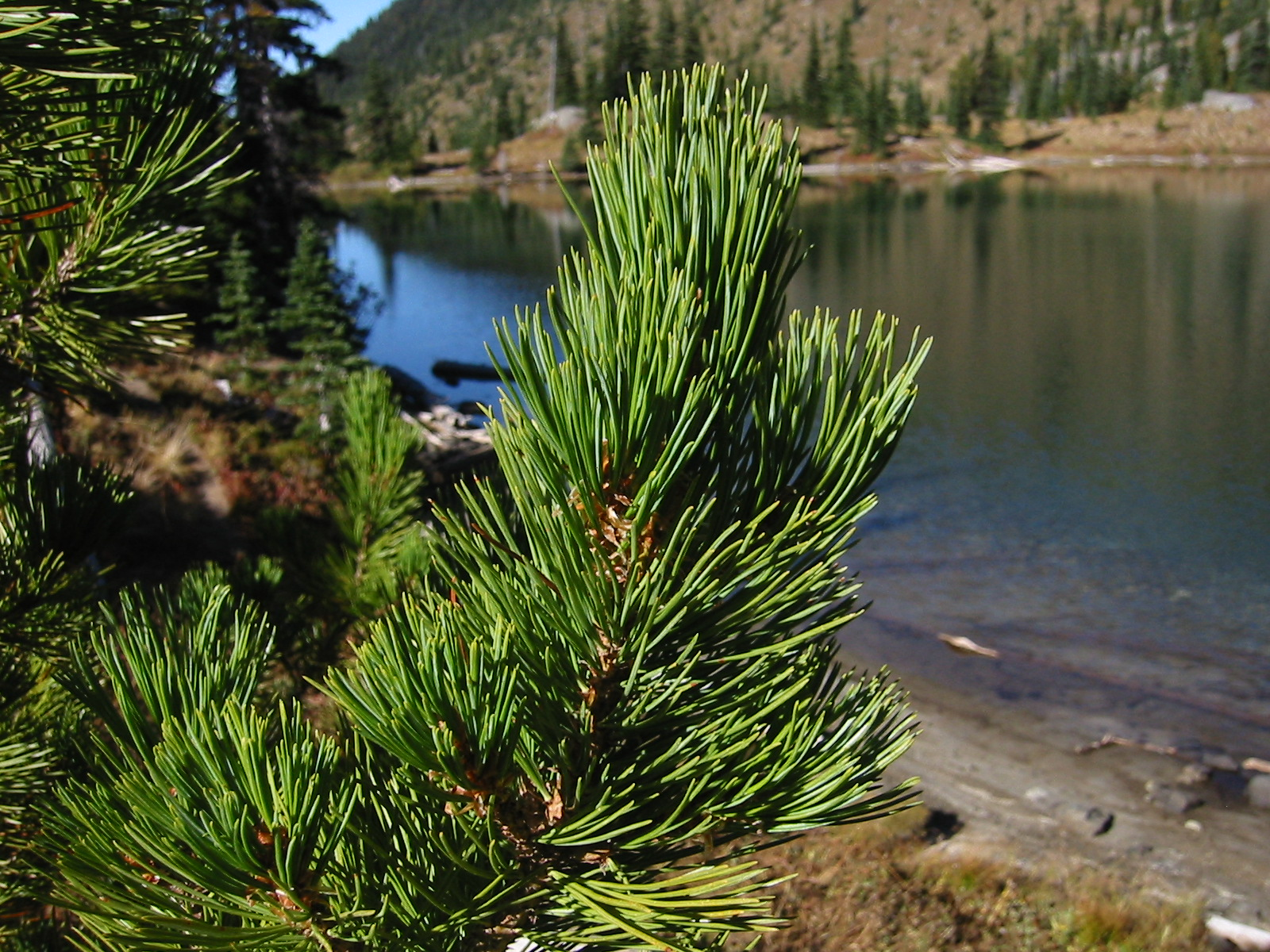
Ветка сосны белокорой